# Jāwāl
Jāwāl är en ort i Indien.   Den ligger i distriktet Sirohi och delstaten Rajasthan, i den nordvästra delen av landet, 600 km sydväst om huvudstaden New Delhi. Jāwāl ligger 236 meter över havet och antalet invånare är 9 040.
Terrängen runt Jāwāl är platt, och sluttar norrut. Runt Jāwāl är det ganska tätbefolkat, med 166 invånare per kvadratkilometer. Närmaste större samhälle är Sirohi, 15,2 km sydost om Jāwāl. Trakten runt Jāwāl består till största delen av jordbruksmark.